# Tucker West
Tucker West, född 15 juni 1995, är en amerikansk rodelåkare.

## Karriär
West tävlade för USA vid olympiska vinterspelen 2014 i Sotji, där han slutade på 22:a plats i herrarnas singel. Vid olympiska vinterspelen 2018 i Pyeongchang slutade West på 26:e plats i herrarnas singel.
Vid olympiska vinterspelen 2022 i Peking slutade West på 13:e plats i herrarnas singel.